# フレンズ〜オリジナル・サウンドトラック
『フレンズ〜オリジナル・サウンドトラック』（"Friends" Original Soundtrack Recording）は、1971年に発表されたエルトン・ジョンのアルバム。

## 解説
映画『フレンズ〜ポールとミシェル』のオリジナル・サウンドトラック盤。多忙のため、楽曲製作の時間が十分にとれず、次作である『マッドマン』に収録予定だった楽曲も使用された。
単体でCD化はされていないが、1992年にシングルB面などのアルバム未収録曲集として発売されたCD『イエス・イッツ・ミー〜レア・トラックス』に全曲収録された。

## 収録曲
作曲：エルトン・ジョン、エルトン&ポール・バックマスター (3,5,8)、ポール・バックマスター (9)、作詞：バーニー・トーピン、リチャード・ル・ガリエンヌ (8)
サイド 1
1. フレンズ - "Friends"
2. ハニー・ロール - "Honey Roll"
3. フレンズの変奏 (初めてのくちづけ) - "Variations On "Friends" Theme (The First Kiss)" ※インストゥルメンタル
4. 四季のテーマ - "Seasons"
5. ミッシェルの唄の変奏 - "Variation On Michelle's Song (A Day in the Country)" ※インストゥルメンタル
6. キャン・アイ・プット・ユー・オン - "Can I Put You On"

サイド 2
1. ミッシェルの歌 - "Michelle's Song"
2. 田園の一日 - 	"I Meant to Do My Work Today (A Day in the Country)"
3. フォー・ムーズ - "Four Moods" ※インストゥルメンタル
4. 四季はめぐり来る - "Seasons Reprise"